# فأر جيبي نيلسوني
فأر جيبي نيلسوني (الاسم العلمي: Chaetodipus nelsoni) هو نوع من الحيوانات يتبع جنس فأر جيبي خشن من فصيلة الغوفرية.